# Ljupko Petrović
Pour les articles homonymes, voir Petrović.
Ljubomir "Ljupko" Petrović, (en serbe : Љубомир Петровић Љупко), né le 15 mai 1947 à Brusnica Velika, Bosnie-Herzégovine, est un footballeur serbo-bosnien désormais reconverti en entraîneur.

## Palmarès d'entraîneur
Vojvodina Novi Sad
- Champion de Yougoslavie en 1989.

 /  Étoile rouge de Belgrade
- Vainqueur de la Ligue des champions de l'UEFA en 1991.
- Champion de Yougoslavie en 1991 et 1995.
- Vainqueur de la Coupe de Yougoslavie en 1995.

 Levski Sofia
- Champion de Bulgarie en 2001.

 Beijing Guoan
- Vainqueur de la Coupe de Chine en 2003.
- Élu entraîneur de l'année en Chine en 2003.

 Litex Lovetch
- Vainqueur de la Coupe de Bulgarie en 2004.